# 不充分決定論
在科學理論中，不充分決定論是指現有的證據未能充分地、圓滿地指出某個結論應當獲得接納。以邏輯論解釋，即是指存在兩個或多於兩個命題，使該命題為成立現有證據A的充分條件，但沒有任一命題為成立現有證據A的充要條件。此理論亦有被稱為亞決定、證據無定理論、不完全決定、證據不足決定理論、證據不充分決定理論、證據無法完全決定理論等等。
舉一例：我們知道朋友A買蘋果和橙共花了十元，而蘋果每個一元，橙每個兩元。我們可以肯定朋友A沒有買了九個蘋果，但憑著以上資料，我們無法確定朋友A各買了蘋果和橙多少個，因此，任何對朋友A買了蘋果和橙各多少個的結論，按照現有證據都不能充分決定其真確性。

## 不充分決定的支持
要證明一個理論的真確性不能被充分決定，就必需同時證明有兩個或多個互相矛盾，而又得到同等程度的證據支持的理論存在。
舉一個例子：有一個理論表示：「接近地球的物件在跌下時是向著地球的」。而相對抗的理論則是「只有當我們正在觀察的時候，接近地球的物件在跌下時才是向著地球的。」這種製造相抗衡理論的方法是在任何已獲接納的理論之上加入一句「只有當我們正在觀察以尋找證據的時候」；假若整個理論仍然成立及可以獲得接納，則這個理論至少是在十分瑣碎的程度上，是現有證據不能充分決定其正確性。

## 外部連結
- Underdetermination（页面存档备份，存于）：Ｔhe Galilean Library所作的解說。
- Underdetermination and the Claims of Science，由P.D. Magnus所著。